# Athyroglossa nigripes
Athyroglossa nigripes är en tvåvingeart som beskrevs av Ichiro Miyagi 1977. Athyroglossa nigripes ingår i släktet Athyroglossa och familjen vattenflugor. Inga underarter finns listade i Catalogue of Life.